# ماركو بيروتا
ماركو بيروتا (بالإيطالية: Marco Perrotta)‏ (14 فبراير 1994 في إيطاليا - ) هو لاعب كرة قدم إيطالي في مركز الدفاع. لعب مع نادي بيسكارا وPaganese Calcio 1926 ‏.

## وصلات خارجية
- ماركو بيروتا على موقع قاعدة بيانات كرة القدم.إي يو (الإنجليزية)
- ماركو بيروتا على موقع Soccerway.com (الإنجليزية)